# 보이시스 프롬 체르노빌
《보이시스 프롬 체르노빌》(Voices from Chernobyl)는 룩셈부르크에서 제작된 폴 크루시튼 감독의 2016년 다큐멘터리 영화이다. 제89회 아카데미상의 아카데미 외국어 영화상 부문에 룩셈부르크 자격으로 선정되었으나 후보로 지명되지는 못했다.